# Joanna Barłowska
Joanna Bogusława Barłowska (ur. 26 listopada 1966 w Rzeszowie) – profesor Uniwersytetu Przyrodniczego w Lublinie, nauki rolnicze (dyscyplina zootechnika i rybactwo), prodziekan Wydziału Biologii i Hodowli Zwierząt (2008-2016) i dziekan Wydziału Nauk o Zwierzętach i Biogospodarki tej uczelni (2016–2021).

## Życiorys
W 1991 ukończyła studia zootechniczne na Akademii Rolniczej w Lublinie. Doktoryzowała się w 1999 na Wydziale Biologii i Hodowli Zwierząt macierzystej uczelni w oparciu o pracę pt. Ocena polimorfizmu białek mleka oraz jego związek z produkcyjnością krów w regionie środkowo-wschodniej Polski, której promotorem był prof. Zygmunt Litwińczuk. Stopień naukowy doktora habilitowanego uzyskała w 2008 na Akademii Rolniczej im. Hugona Kołłątaja w Krakowie na podstawie rozprawy zatytułowanej Wartość odżywcza i przydatność technologiczna mleka krów 7 ras użytkowanych w Polsce. Tytuł naukowy profesora nauk rolniczych otrzymała 17 stycznia 2013.
Zawodowo związana z Akademią Rolniczą w Lublinie i powstałym w jej miejscu Uniwersytetem Przyrodniczym w Lublinie, na którym doszła do stanowiska profesora zwyczajnego. W latach 2008–2016 była prodziekanem Wydziału Biologii i Hodowli Zwierząt, natomiast w kadencji 2016–2021 została dziekanem Wydziału Nauk o Zwierzętach i Biogospodarki. W Katedrze Towaroznawstwa i Przetwórstwa Surowców Zwierzęcych kierowała Pracownią Instrumentalnej Analizy Żywności.
Specjalizuje się w ocenie surowców zwierzęcych, w tym głównie wartości odżywczej i przydatności technologicznej mleka różnych gatunków zwierząt oraz produktów z niego wytwarzanych. Opublikowała ponad 260 prac, w tym 130 to oryginalne prace twórcze. Została członkinią Polskiego Towarzystwa Zootechnicznego (1993), Polskiego Towarzystwa Technologów Żywności (2004) i członkiem korespondentem Lubelskiego Towarzystwa Naukowego.
Została odznaczona Srebrnym Krzyżem Zasługi (2013) i Medalem Komisji Edukacji Narodowej (2012).